# Jacinto Bergmann

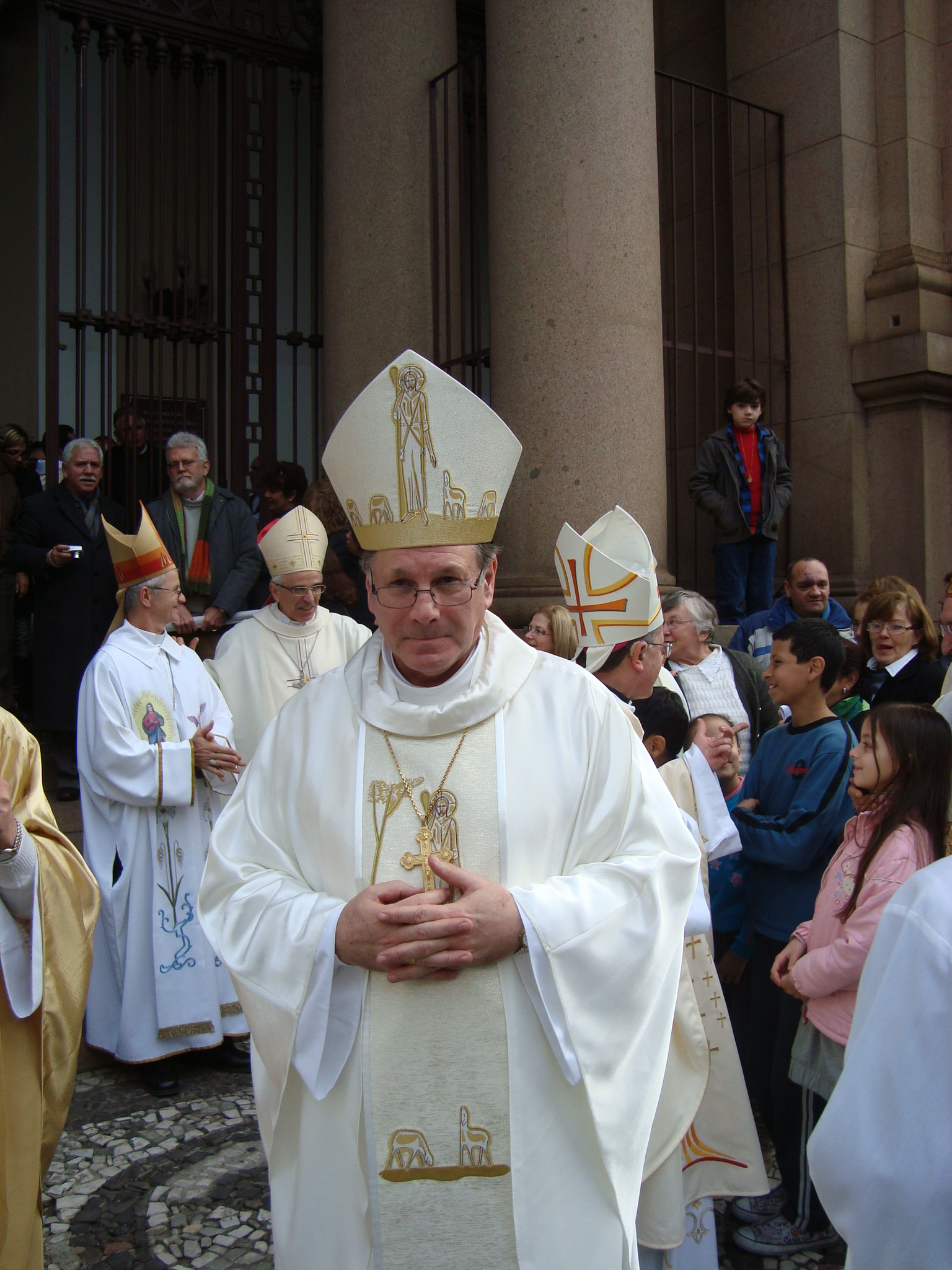
Jacinto Bergmann

Jacinto Bergmann (* 29. Oktober 1951 in Alto Feliz, Bundesstaat Rio Grande do Sul) ist ein brasilianischer Geistlicher und römisch-katholischer Erzbischof von Pelotas.

## Leben
Jacinto Bergmann empfing am 20. Oktober 1976 die Priesterweihe. Von 1983 bis 1985 war er zusammen mit Odilo Pedro Scherer und Zeno Hastenteufel als Student in Rom zeitweise als Urlaubsvertretung in der Pfarrgemeinde Verklärung Christi in Bad Vilbel tätig.
Papst Johannes Paul II. ernannte ihn am 8. Mai 2002 zum Weihbischof in Pelotas und Titularbischof von Ausuccura. Der Bischof von Pelotas, Jayme Henrique Chemello, spendete ihm am 14. Juli desselben Jahres die Bischofsweihe; Mitkonsekratoren waren Dadeus Grings, Erzbischof von Porto Alegre, und Erwin Kräutler CPPS, Prälat von Xingu. Als Wahlspruch wählte er In Nomine Trinitatis.
Am 15. Juni 2004 wurde er zum Bischof von Tubarão ernannt. Papst Benedikt XVI. ernannte ihn am 1. Juli 2009 zum Bischof von Pelotas. Mit der Erhebung zum Erzbistum am 13. April 2011 wurde er zum Erzbischof von Pelotas ernannt.